# Rheinhöhenlauf

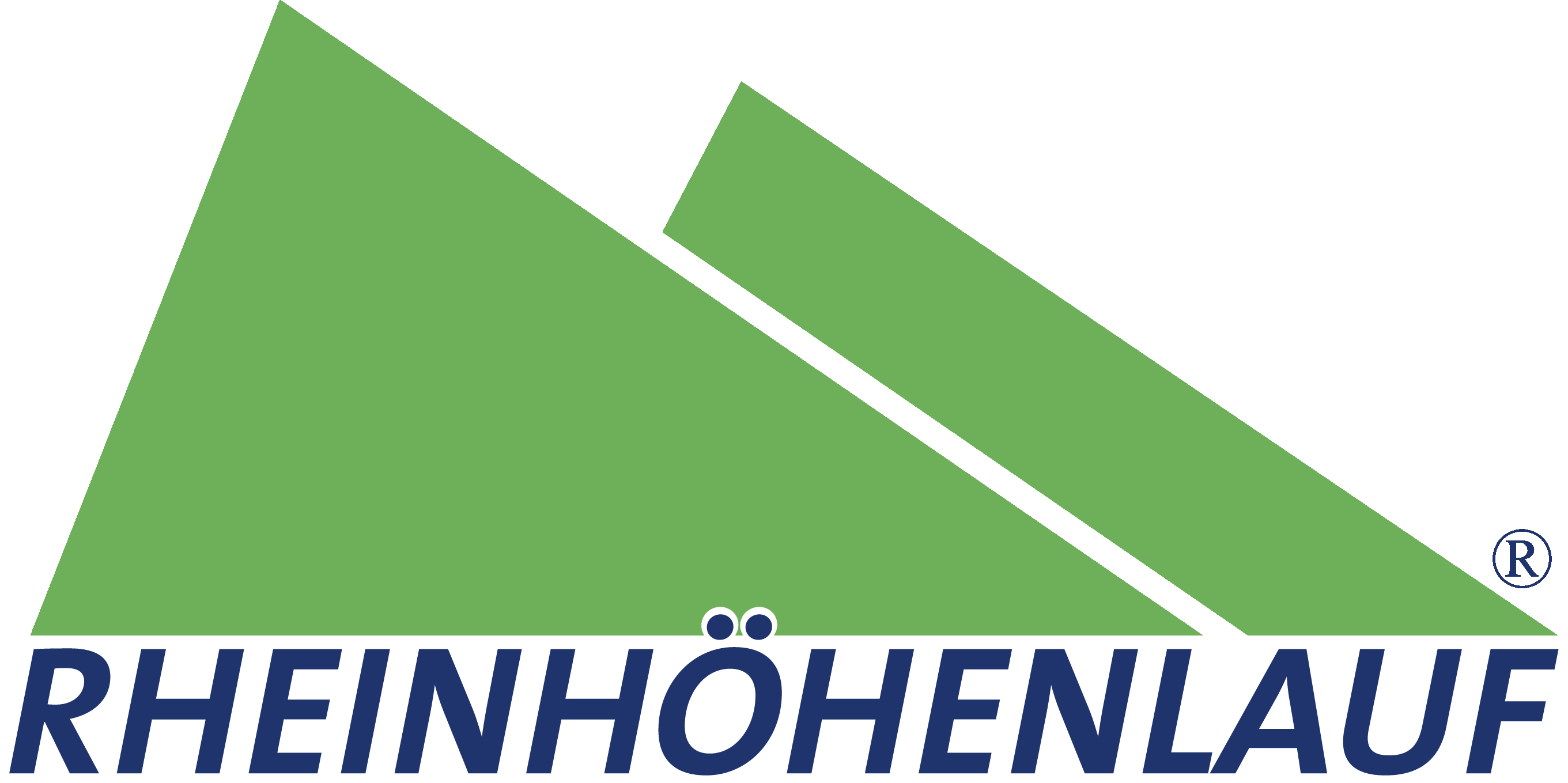

Der Rheinhöhenlauf ist eine Laufveranstaltung im nördlichen Rheinland-Pfalz. Der Lauf findet immer am vorletzten Wochenende im September statt. Die Strecken führen fast komplett über befestigte Waldwege durch das Grenzgebiet zwischen Westerwald und Siebengebirge. Die Organisation erstreckt sich von der Verpflegung, über den Kleidertransport, bis hin zur Live-Musik an der Strecke und eine Tombola. Der Erlös der Veranstaltung geht an den Förderverein des Franziskus-Krankenhauses Linz am Rhein.

## Wettbewerbe
- 50 km – 3 Etappen – 1000 Hm von Freitag bis Sonntag
- 7,5 km – Jedermann Lauf am Samstag
- 7,5 km – Teamwettbewerb (3 Starter) am Samstag

Bis zum Jahr 2017 wurde zudem ein Halbmarathonlauf angeboten.

## Streckenrekorde
Streckenrekorde werden nur auf der Halbmarathon-Distanz gelistet.
- Frauen: 2009 – Jeunice Kales in 1:13:47
- Männer: 2013 – Evans Kipkoech Korir in 1:03:17

## Siegerlisten
| Jahr | Frauen              | Zeit    | Männer                 | Zeit    |
| ---- | ------------------- | ------- | ---------------------- | ------- |
| 2017 | Annika Peiler       | 1:24:42 | Daniel Kemoi           | 1:04:42 |
| 2016 | Silke Schneider     | 1:31:15 | Maciek Miereczko       | 1:12:06 |
| 2015 | Thurid Buch         | 1:29:13 | James Kiptum Barmasai  | 1:06:24 |
| 2014 | Annika Peiler       | 1:28:46 | Eavans Kipkoech Korir  | 1:03:58 |
| 2013 | Annika Peiler       | 1:27:49 | Evans Kipkoech Korir   | 1:03:17 |
| 2012 | Annika Peiler       | 1:25:05 | Dickson Kimutai Kimayo | 1:05:05 |
| 2011 | Nina Kunz           | 1:26:45 | Torsten Schneider      | 1:17:45 |
| 2010 | Birgit Lennarz      | 1:31:27 | Sammy Kipruto          | 1:08:25 |
| 2009 | Jeunice Kales       | 1:13:47 | Emmanuel Samal         | 1:08:17 |
| 2008 | Micaela Orgeldinger | 1:34:49 | Oliver Mintzlaf        | 1:09:52 |
| 2007 | Birgit Lennarz      | 1:30:29 | Detlef Ellebrecht      | 1:15:27 |
| 2006 | Claudia Rey         | 1:33:36 | Bastian Rodowski       | 1:14:55 |

## Siebengebirgs-Cup
Der Rheinhöhenlauf-Halbmarathon war Bestandteil des Siebengebirgs-Cup, der aus vier Läufen in der Region Siebengebirge / Westerwald bestand:
- Malberglauf
- Löwenburglauf
- Rheinhöhenlauf
- Siebengebirgsmarathon

Seit der Halbmarathon des Rheinhöhenlaufs nicht mehr angeboten wird, wurde dieser durch den Hennefer Europalauf ersetzt.